# Schrödinger (Mondkrater)
Schrödinger ist ein Mondkrater auf der Mondrückseite in der Nähe des Südpols.
Schrödinger ist ein riesiger Einschlagkrater im Süden der erdabgewandten Seite des Mondes. Er liegt in der Mitte zwischen dem Südpol und dem ebenfalls sehr großen Krater Planck. Der Südrand hat einen Winkelabstand von 10,05° zum Südpol, das entspricht einer Strecke von knapp 320 km. Im Südwesten grenzt der Krater Ganswindt direkt an Schrödinger. Vom Kraterrand gehen zwei langgestreckte Mondtäler aus, das gleichnamige Vallis Schrödinger und das Vallis Planck.
Die Entstehungszeit des Kraters fällt in die früh-imbrische Periode, genauer liegt das Alter bei 3,81 Ga mit einer Unsicherheit von plusminus 0,15 Ga. Das auffälligste Merkmal ist der innere Gebirgsring, der der besterhaltene dieser Art und Größe auf dem Mond ist. Der Ring, der im Süden unterbrochen ist, hat einen Durchmesser von 150 km und erreicht Höhen von bis zu 2,5 km.
Die Kaguya, Chandrayaan-1 und Lunar Reconnaissance Orbiter Missionen haben Vorkommen von anorthitischen, noritischen und troktolithischen Gesteinen entdeckt, dies sind die dominanten Gesteinstypen des Rings. Es wird vermutet, dass das Material aus Tiefen von 30 km angehoben wurde.
Schrödinger hat vier Nebenkrater:
| Buchstabe | Position            | Durchmesser | Link |
| --------- | ------------------- | ----------- | ---- |
| B         | 68,12° S, 141,33° O | 25 km       |      |
| G         | 75,3° S, 139,26° O  | 5 km        |      |
| J         | 78,31° S, 155,46° O | 16 km       |      |
| W         | 68,19° S, 115,97° O | 12 km       |      |

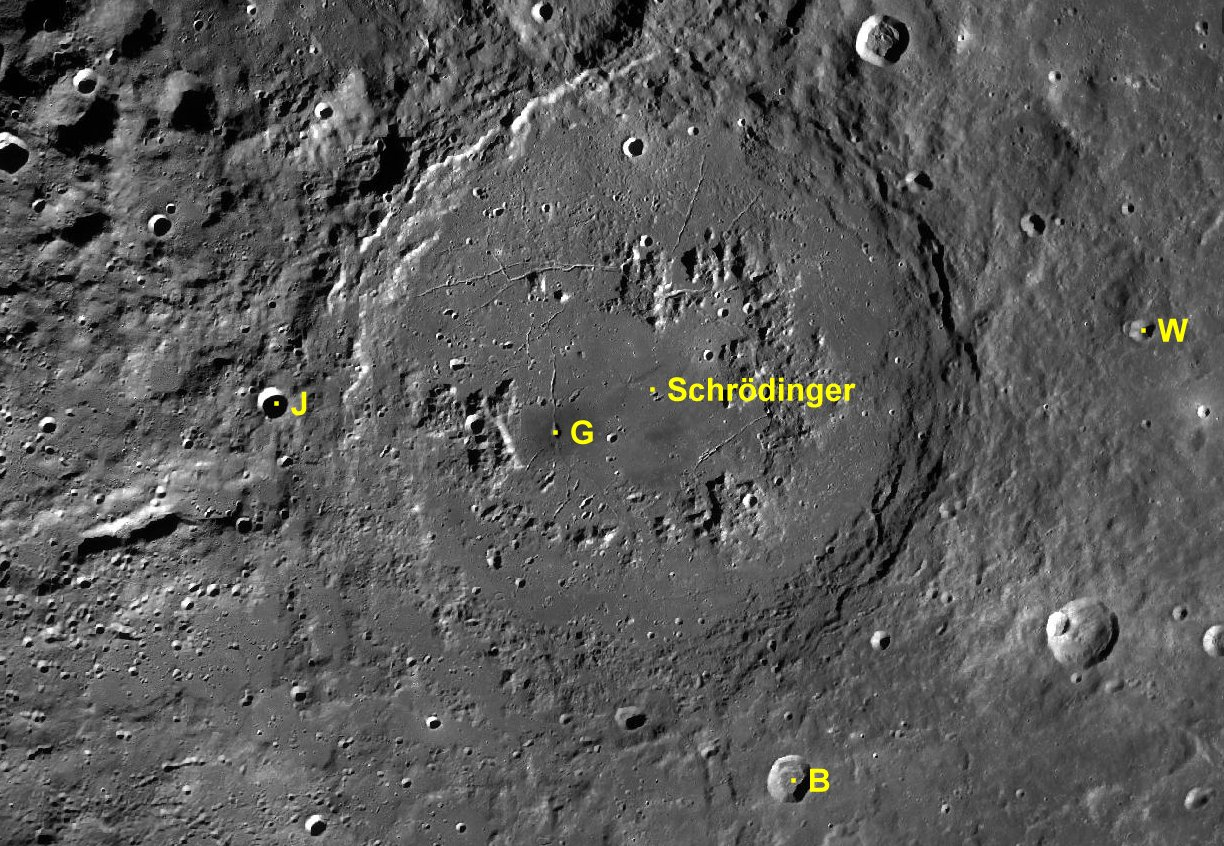
Schrödinger und seine Nebenkrater

Der Krater wurde 1970 von der IAU offiziell nach dem österreichischen Physiker Erwin Schrödinger benannt.

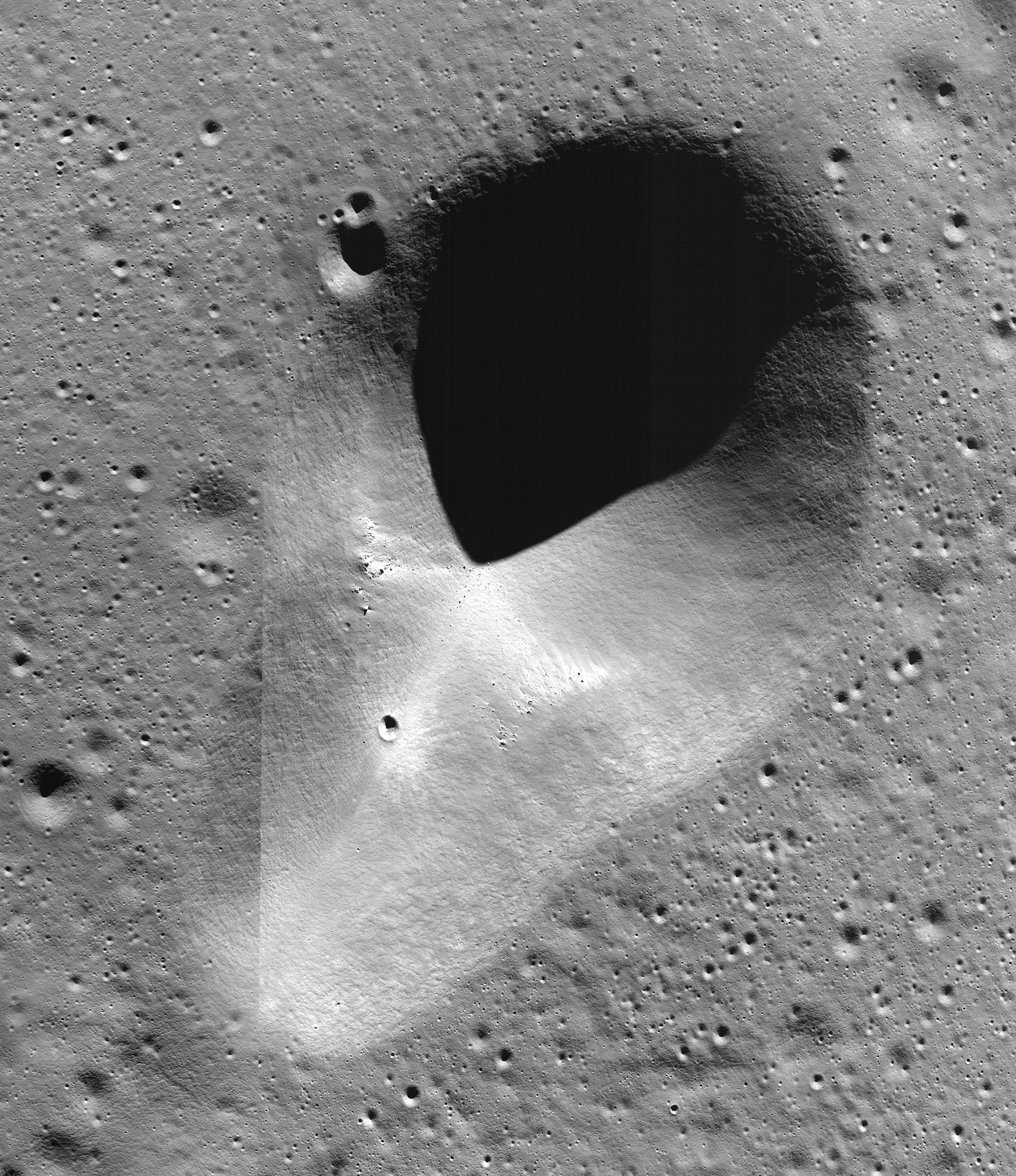
Schrödinger G, LRO-Aufnahme

## Schödinger G
Der Nebenkrater Schrödinger G liegt innerhalb des Kraters. Es handelt sich um eine vulkanische Struktur, die sich 415 m über den Kraterboden erhebt. Die tiefer liegenden Bereiche von Schrödinger G sind permanent beschattet und könnten gefrorene, flüchtige Stoffe, möglicherweise Wasser, beherbergen.